# ناحیه هاجر، میشیگان
ناحیه هاجر (به انگلیسی: Hagar Township) یک منطقهٔ مسکونی در ایالات متحده آمریکا است که در شهرستان برین، میشیگان واقع شده‌است.
 ناحیه هاجر ۴۸٫۴ کیلومتر مربع مساحت و ۳٬۶۷۱ نفر جمعیت دارد و ۱۹۹ متر بالاتر از سطح دریا واقع شده‌است.